# Stieg Larsson
Stieg Larsson, właśc. Karl Stig-Erland Larsson (IPA: [ˈkɑːɭ ˈstiːɡ ˈæːɭand ˈlɑːʂɔn], ur. 15 sierpnia 1954 w Skelleftehamm niedaleko Skellefteå, zm. 9 listopada 2004 w Sztokholmie) – szwedzki dziennikarz, pisarz i skrajnie lewicowy aktywista zajmujący się w swojej twórczości prawicowym ekstremizmem, mizoginią i rasizmem, autor powieści kryminalnych, dwukrotnie nagrodzony nagrodą Szklanego Klucza (nagrodą krajów nordyckich). Najbardziej znany jako autor wydanej po jego śmierci trylogii feministycznych kryminałów Millennium o Mikaelu Blomkviście i Lisbeth Salander.
W 2008 był najlepiej sprzedającym się autorem na świecie po Khaledzie Hosseinim.

## Życiorys
Urodził się w regionie Västerbotten, w północnej Szwecji. Jego ojciec, Erland Larsson, pracował jako rysownik w Västerbottens-Kuriren. Jego rodzice, będąc w trudnej sytuacji materialnej, zmuszeni byli oddać go pod opiekę dziadkowi, z którym mieszkał w Måggliden w pobliżu wsi Bjursele. Jego dziadek, Severin Boström, był zagorzałym antyfaszystą. Podczas II wojny światowej przebywał internowany w obozie w Storsien za swoje antynazistowskie opinie. Jego przeżycia silnie wpłynęły na poglądy młodego Stiega.
W wieku dziewięciu lat, po śmierci dziadka, zamieszkał razem z rodzicami i młodszym bratem. Jako dwunastolatek napisał swoją pierwszą powieść, którą dał do przeczytania swojemu ojcu. Na trzynaste urodziny dostał od rodziców maszynę do pisania. Jako że była hałaśliwa, a Larsson pisał nocami i nie pozwalał spać rodzinie, rodzice wygospodarowali dla niego pokój do pracy w piwnicy.
W wieku osiemnastu lat, podczas spotkania grupy FNL przeciwko wojnie w Wietnamie, poznał Evę Gabrielsson, która została jego życiową partnerką. Z kilkoma krótkimi przerwami spowodowanymi pracą Stiega pozostawali w związku aż do jego śmierci w 2004.
Po odbyciu służby wojskowej Stieg podróżował po Afryce. Rzadko wystarczało mu pieniędzy. W Algierii, aby zarobić na powrót do domu, zmuszony był do sprzedaży swoich ubrań oraz pracy przy zmywaniu naczyń. W 1977 w Erytrei szkolił żeński oddział marksistowskiej partyzantki powiązanej z Ludowym Frontem na rzecz Demokracji i Sprawiedliwości z obsługi moździerza.
Jako fan science fiction był współwydawcą lub redaktorem kilku fanzinów, m.in. „Sfären” oraz „Fijagh!”. W latach 1978–1979 był prezesem największego szwedzkiego klubu miłośników science fiction, Skandinavisk förening för science fiction (SFSF).

### Poglądy
Stieg Larsson znany był ze swoich skrajnie lewicowych poglądów. Do 1987 był członkiem Kommunistiska Arbetareförbundet (Komunistycznej Ligi Robotniczej), zrezygnował jednak z tej funkcji, gdyż nie chciał utożsamiać się z antydemokratycznymi hasłami tej partii. Był redaktorem naczelnym szwedzkiej trockistowskiej gazety „Fjärde internationalen”. Popierał także ruchy antyrasistowskie i antynazistowskie. W Polsce współpracował z magazynem „Nigdy Więcej”, na łamach którego można znaleźć jego artykuły. Był również zagorzałym feministą, co wynikało z tego, że w młodości był świadkiem gwałtu.

### Praca
Po ukończeniu szkoły i służby wojskowej Larsson przez kilka lat pracował jako urzędnik pocztowy. Właśnie wtedy, w latach siedemdziesiątych, został aktywnym członkiem szwedzkiej lewicy, przeżywającej wtedy okres rozkwitu.
W 1977 Larsson zaczął pracę jako projektant grafiki w największej szwedzkiej agencji prasowej TT, gdzie pracował przez następne dwadzieścia dwa lata. Na początku lat osiemdziesiątych obiektem jego zainteresowania stała się skrajna prawica. Przedmiot ten, rozpoczęty jako szkolny projekt, a następnie rozwijany, stał się głównym obiektem jego pracy. Poza pracą w TT zajmował się na własną rękę badaniem skrajnej prawicy w Szwecji. Efektem jego pracy stała się wydana w 1991 książka Extremhögern, którą napisał we współpracy z Anną-Leną Lodenius, szwedzką pisarką specjalizującą się w autonomistycznych i nacjonalistycznych grupach ekstremistycznych. W wywiadzie powiedziała ona, że Larsson myślał o napisaniu serii książek detektywistycznych już na początku lat dziewięćdziesiątych, jednak trzeba było na to poczekać jeszcze dziesięć lat.
W odpowiedzi na jego książkę w 1993 pewna neonazistowska gazeta zamieściła artykuł, w którym wydrukowano zdjęcia, numery telefonów oraz adresy, zarówno Lodenius, jak i Larssona wraz z pytaniem, czy „powinno się mu pozwolić kontynuować pracę, czy coś należy z tym zrobić”. Wydawca gazety został skazany na 4 miesiące więzienia. To wydarzenie nie uciszyło Larssona, zamiast tego przekonało go o konieczności podjęcia walki.
Od połowy lat osiemdziesiątych był skandynawskim korespondentem brytyjskiego antyfaszystowskiego magazynu „Searchlight”, a w 1995, kiedy ośmiu ludzi w Szwecji zostało zabitych przez neonazistów, to on był główną postacią stojącą za powstaniem szwedzkiej, antyfaszystowskiej fundacji Expo oraz magazynu „Expo”. Zadaniem fundacji jest przeciwdziałanie wzrostowi skrajnej prawicy w szkołach i pośród młodych ludzi oraz stanie na straży demokracji i wolności słowa. Przez dwa lata Stieg łączył obie prace aż do czasu, gdy w 1997 odszedł z TT, poświęcając się całkowicie pracy w „Expo”. Od 1999 aż do śmierci piastował tam posadę redaktora naczelnego.

### Śmierć
Larsson zmarł w wieku pięćdziesięciu lat 9 listopada 2004 w Sztokholmie z powodu rozległego zawału mięśnia sercowego. Nie dbał o swoje zdrowie i był nałogowym palaczem papierosów.

## Spuścizna
W maju 2008 ogłoszono, że w testamencie z 1977, znalezionym po jego śmierci, Larsson postanowił przekazać swój spadek oddziałowi Kommunistiska Arbetareförbundet w Umeå. Nie było to jednak przez nikogo poświadczone i testament ten nie jest uznawany przez szwedzkie prawo. Wynika z tego, że cały dorobek Larssona, włączając w to zyski ze sprzedanych książek, należy się jego ojcu oraz bratu, Erlandowi i Joakimowi Larssonom.
Jego wieloletnia partnerka, Eva Gabrielsson, która znalazła jego testament, nie ma żadnych praw do spadku, gdyż nie była jego żoną. Brak ślubu spowodowany był obawą przed niebezpieczeństwem ze strony prawicowych ekstremistów. Sprawa ta wywołała gwałtowną dyskusję pomiędzy nią a rodziną Larssona. Eva utrzymuje, że „oni nigdy nie byli częścią ich życia” i nie są to odpowiednie osoby do zarządzania majątkiem pisarza. Sprawę dodatkowo komplikuje fakt, iż Gabrielsson jest w posiadaniu laptopa, na którym autor zapisał pierwsze dwieście stron czwartej części serii oraz konspekt całości.
W sierpniu 2015 odbyła się premiera kolejnej powieści z serii Millennium pt. Co nas nie zabije. Zgodnie z życzeniem spadkobierców Larssona napisał ją szwedzki dziennikarz i pisarz, David Lagercrantz. Ojciec i brat Stiega Larssona podjęli decyzję, że swoją część dochodu ze sprzedaży tej książki przeznaczą na działalność antyfaszystowskiego magazynu „Expo”, współzałożonego przez Stiega.

## Twórczość

### Publikacje książkowe
- Stieg Larsson, Anna-Lena Lodenius, Extremhögern, Sztokholm, 1991
- Stieg Larsson, Mikael Ekman, Sverigedemokraterna: den nationella rörelsen, Sztokholm, 2001
- Stieg Larsson, Cecilia Englund, Debatten om hedersmord: feminism eller rasism, Sztokholm, 2004
- Richard Slätt, Maria Blomquist, Stieg Larsson, David Lagerlöf, Sverigedemokraterna från insidan, 2004

### SeriaMillennium
- Mężczyźni, którzy nienawidzą kobiet (Män som hatar kvinnor, 2005), wyd. pol. Czarna Owca 2008, ISBN 978-83-7554-081-9
- Dziewczyna, która igrała z ogniem (Flickan som lekte med elden, 2006), wyd. pol. Czarna Owca 2009, ISBN 978-83-7554-083-3
- Zamek z piasku, który runął (Luftslottet som sprängdes, 2007), wyd. pol. Czarna Owca 2009, ISBN 978-83-7554-084-0

## Prowadzone czasopisma
- „Svartvitt med Expo”, 1999–2002
- „Expo”, 2002–2004